# Banjski Dol
Banjski Dol (cirill betűkkel Бањски Дол, bolgárul Бански дол (Bánszki Dol) egy falu Szerbiában, a Piroti körzetben, a Dimitrovgradi községben.

## Népesség
- 1948-ban 402 lakosa volt.
- 1953-ban 367 lakosa volt.
- 1961-ben 282 lakosa volt.
- 1971-ben 148 lakosa volt.
- 1981-ben 79 lakosa volt.
- 1991-ben 45 lakosa volt
- 2002-ben 19 lakosa volt, akik közül 10 szerb (52,63%) és 9 bolgár (47,36%)